# Parc national de Kalbarri
Pour les articles homonymes, voir Kalbarri (homonymie).
Le parc national de Kalbarri est un parc national en Australie-Occidentale en Australie. D'une superficie de 1 830,04 km2, situé à 485 km au nord de Perth. Les principales curiosités du parc sont les gorges du fleuve Murchinson longues de près de 80 km. Il existe aussi de très belles falaises sur la côte de l'océan indien près de l'embouchure de la Murchinson et de la ville de Kalbarri.
La région est aussi réputée pour la diversité de ses fleurs sauvages et l'étendue de leurs champs durant les mois d'hivers. Vingt et une sont endémiques au sommet des falaises ou des gorges. L'une des plus connues d'entre elles est la « patte-de-chat de Kalbarri », une petite plante aux fleurs jaunes ou rouges que l'on peut voir pousser sur les terrains fraichement incendiés entre août et septembre. On peut y trouver aussi notamment différentes orchidées comme une « orchidée araignée » et une « orchidée marteau ».

## Renseignements pratiques

### Tourisme
Les activités du parc comprennent les promenades à cheval, les randonnées, les baignades, le canoë et le raft. Il y a aussi des croisières organisées sur le fleuve Murchinson depuis Kalbarri.

## Galerie

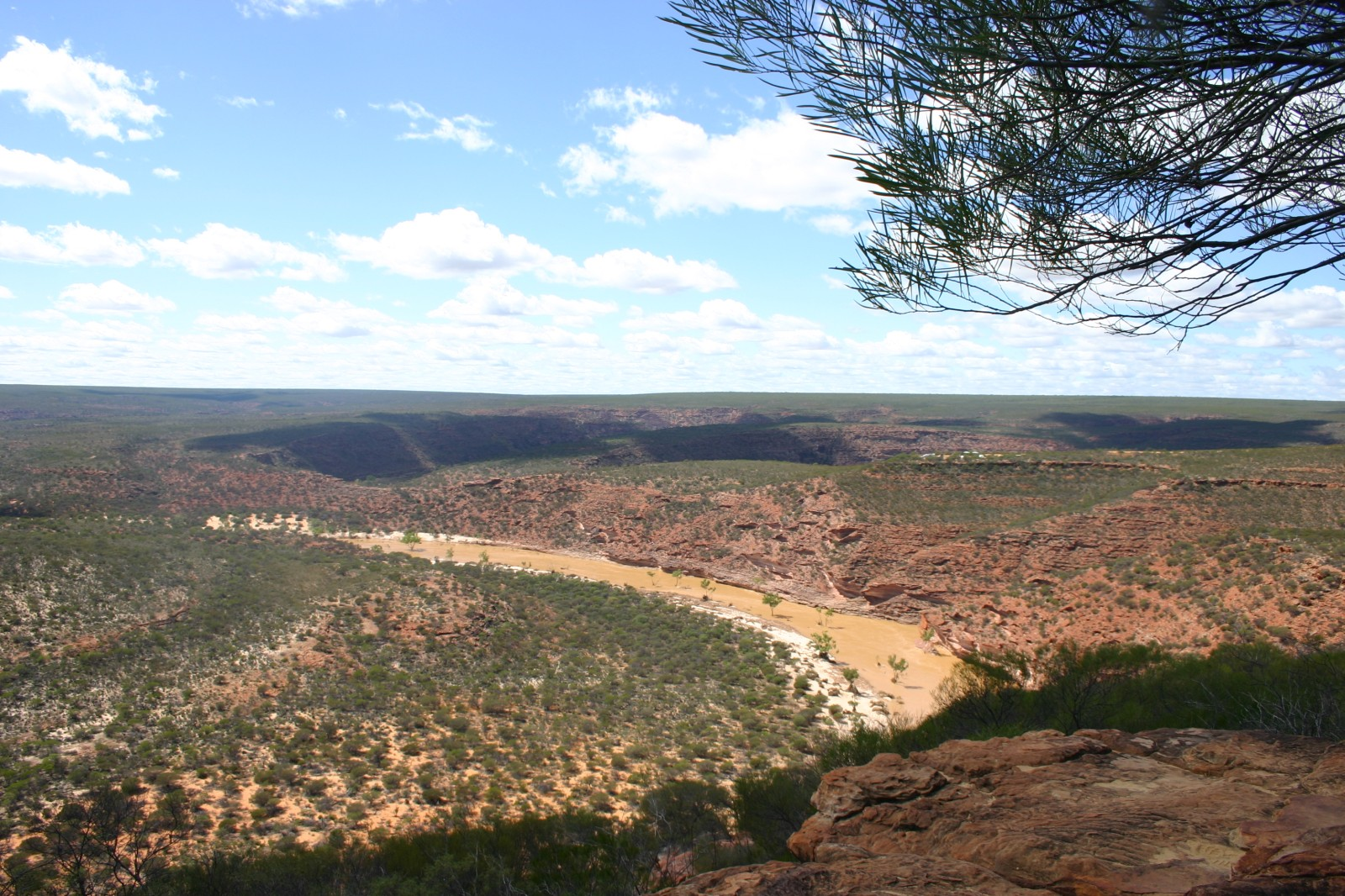
Les gorges de la rivière Murchison
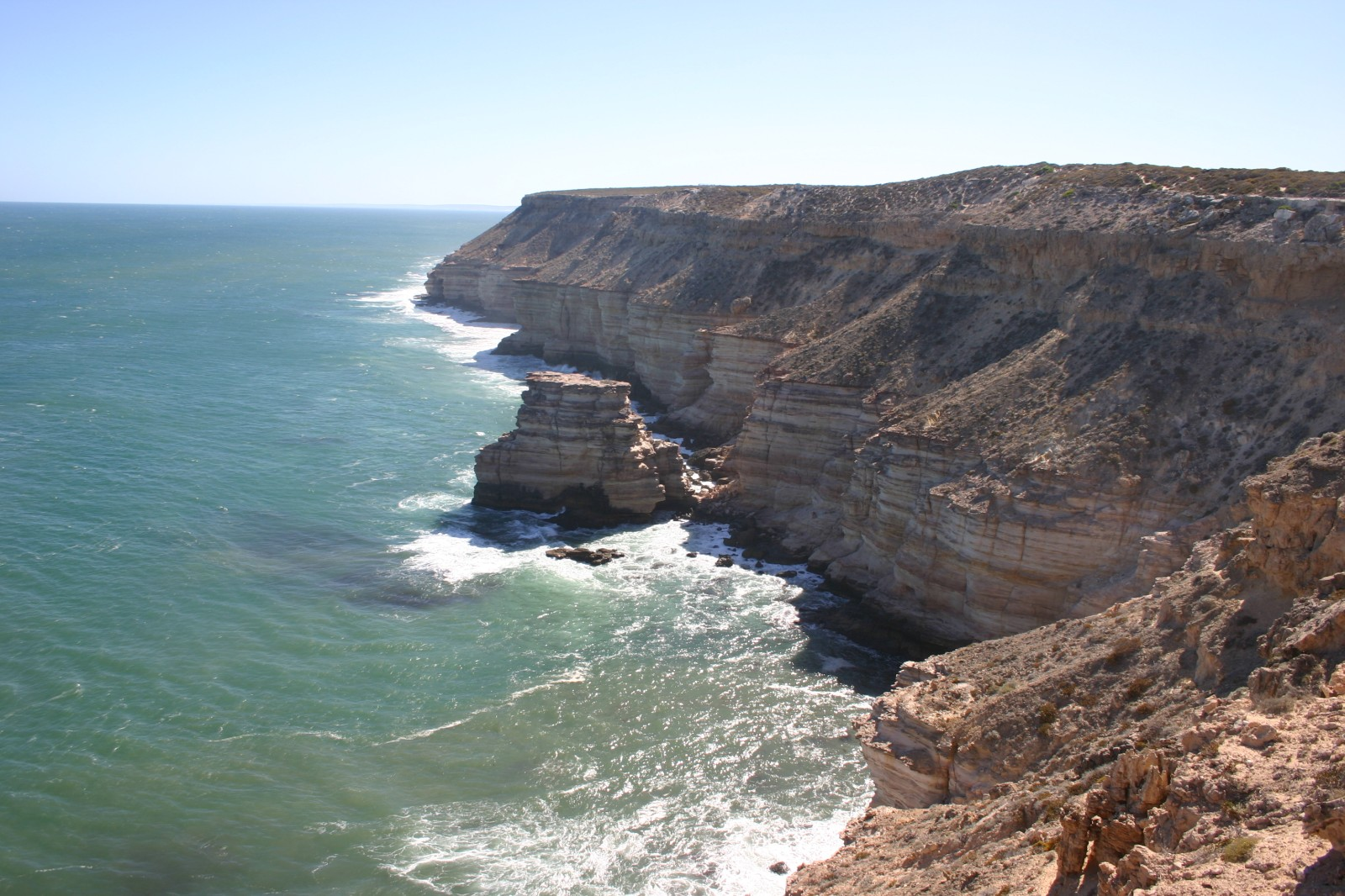
Les falaises
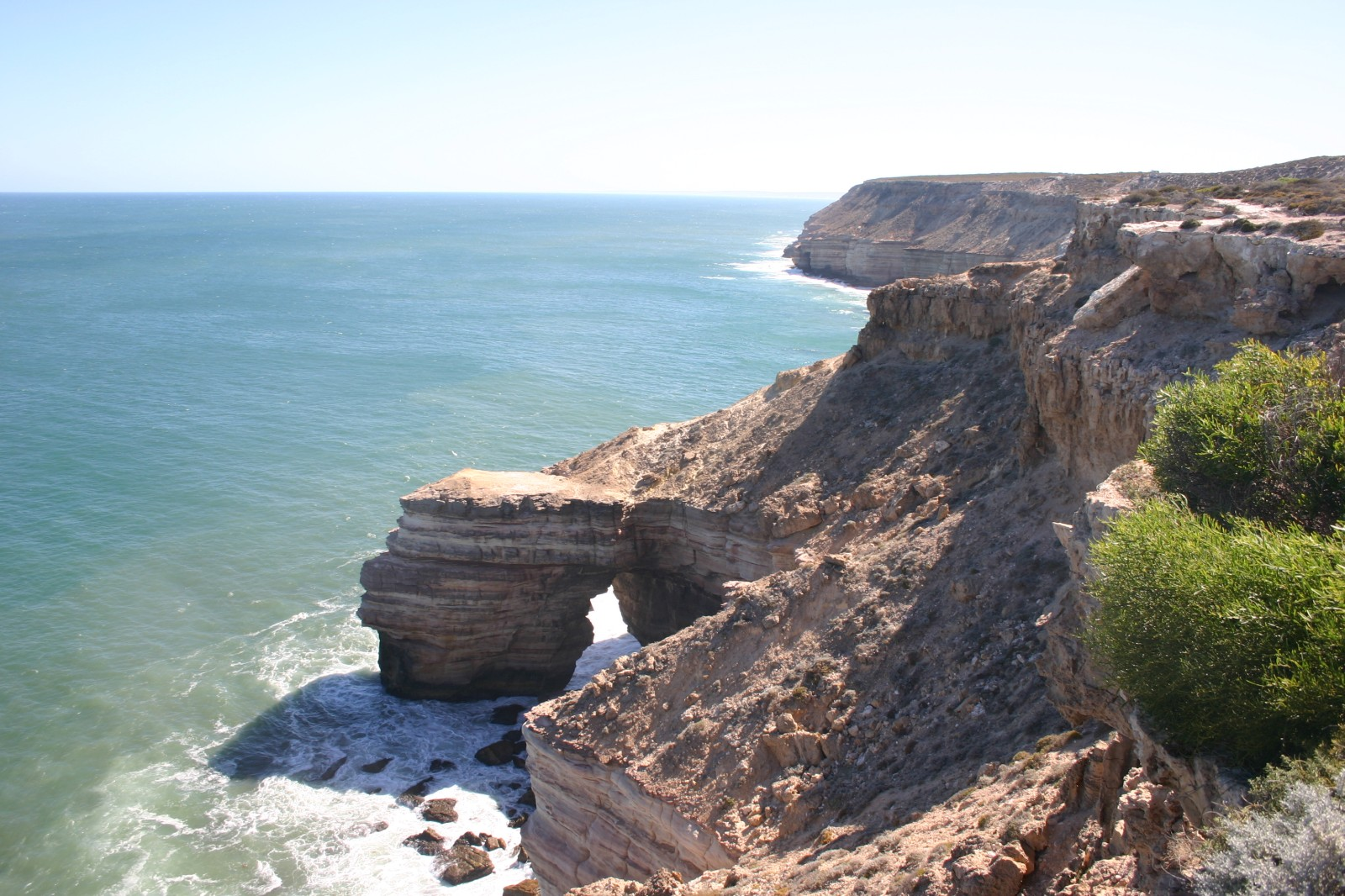
'Natural Bridge'
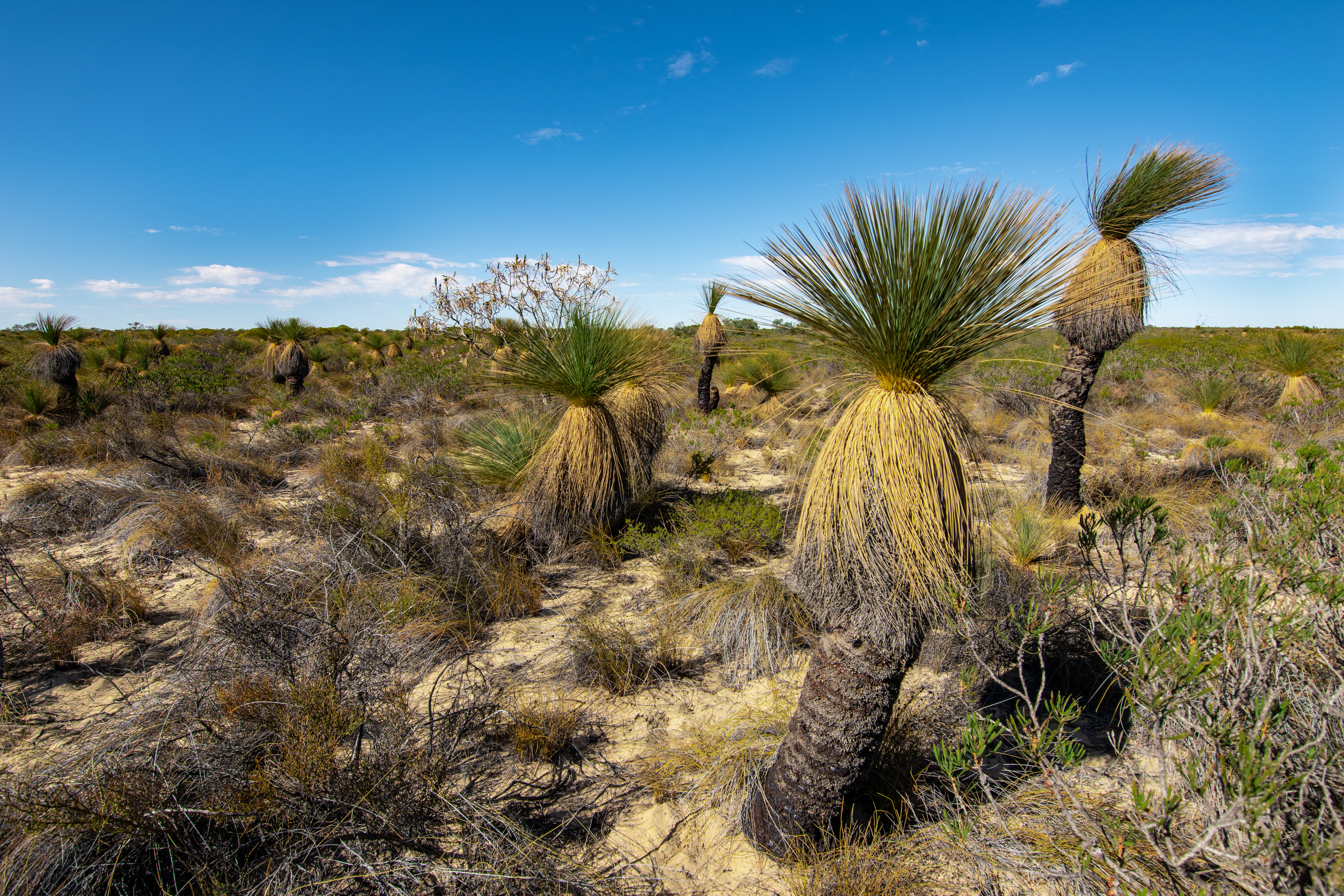
« Grass trees » dans le parc national de Kalbarri. Juin 2019.